# Сутички в Марселі (2016)
Сутички у Марселі — жорстокі зіткнення на вулицях Марселя, що трапились 11 червня 2016 року до початку і після футбольного матчу Євро-2016 між збірними Англії і Росії (1:1). Один англієць отримав серйозні поранення, а десятки інших вболівальників також постраждали під час зіткнень.

## Зіткнення у місті
11 червня до і після матчу між збірними Англії та Росії в Марселі фанати обох команд почали масові бійки, в результаті яких один англієць серйозно постраждав. Поліції була змушена використати сльозогінний газ. Принаймні 6 осіб було заарештовано, 5 отримали поранення, а 29 осіб отримали легкі поранення.

## Сутички на стадіоні
Після завершення зустрічі на стадіоні «Велодром» група російських уболівальників прорвала оточення стюардів і вирушила в сектор з англійськими фанатами. У підсумку росіяни напали на кількох британців, а також закидали їх сторонніми предметами. Сутички вдалося зупинити лише стюардам. Після цього УЄФА відкрив дисциплінарну справу проти Російського футбольного союзу (РФС). Російських уболівальників звинуватили в проявах расизму, використанні піротехніки та заворушеннях на трибунах, при цьому стосовно Футбольної асоціації Англії ніяких справ не було відкрито.